# Cur

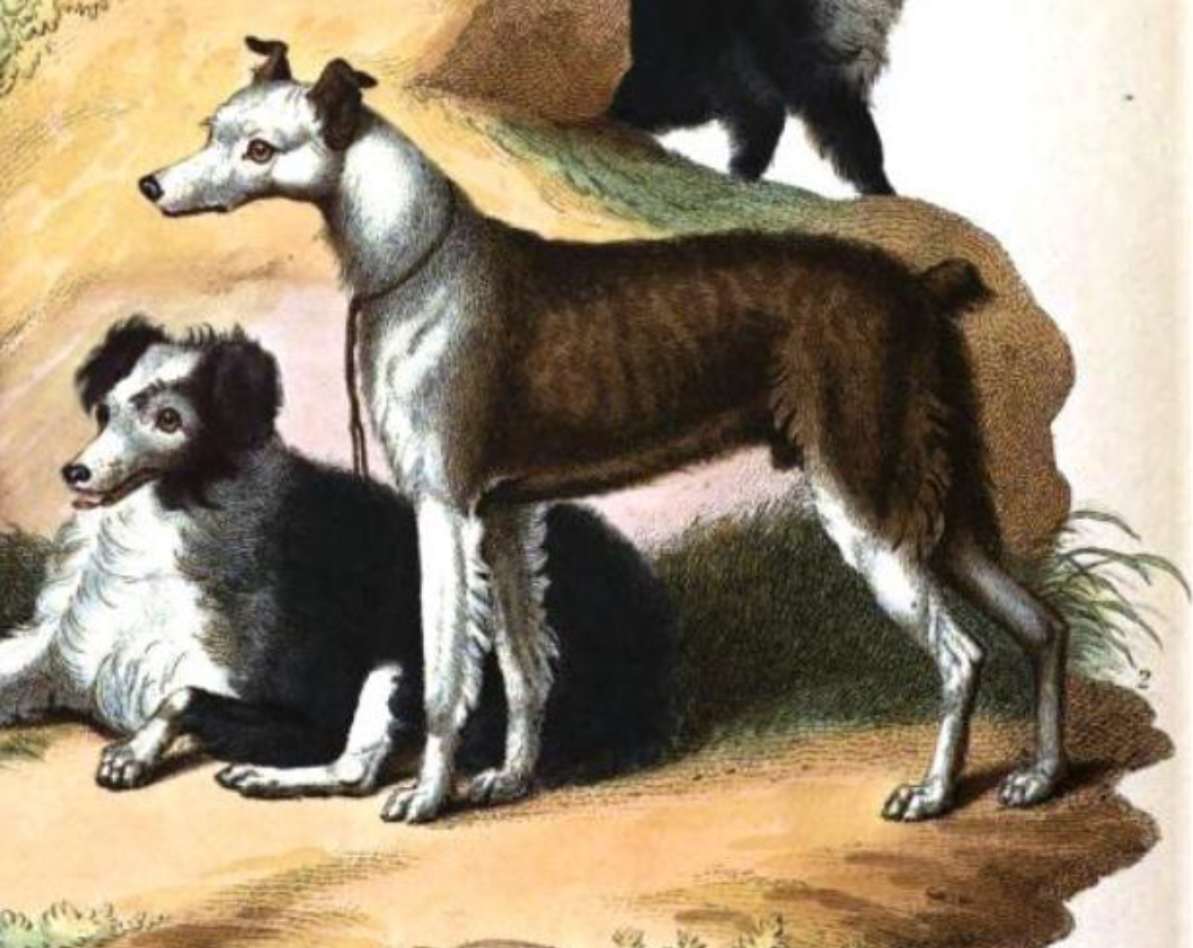
Pintura de un perro mestizo por Sydenham Edwards en Cynographia Britannica, 1800.

Un Cur es lo que en Estados Unidos se entiende como un perro mestizo. La palabra ha llegado a tener incluso un significado peyorativo; sin embargo, se trata de un tipo específico de perro norteamericano.
Los curs son muy versátiles, perros guardianes de ganado, pero también perros de familia que cazan varios tipos de caza menor como ardillas y mapaches, o incluso caza mayor peligrosa como pumas, osos y jabalíes.

## Etimología
Viejos cazadores sostienen que la palabra cur deriva de la palabra "curtailed" ("recortado"), ya que frecuentemente se les cortaba el rabo. Etimológicamente puede derivar del gaélico cu ("perro") o del noruego antiguo kurra (sonido onomatopéyico que refleja disgusto).

## Historia
Durante el tiempo de la colonización, estos perros eran criados para ayudar a conseguir la comida diaria de la familia. Aquellos primeros colonos tenían unas cuantas vacas, cerdos y pollos, teniendo como costumbre poner una cerca alrededor de la casa y dejar que los animales paciesen libres fuera de esa cerca. Un cur tenía que traer las vacas a la casa a su hora para ordeñarlas, además de vigilar y conducir los cerdos y guardar los pollos. Esta diversidad de trabajos a realizar exigía que fuesen perros muy inteligentes.

## Razas

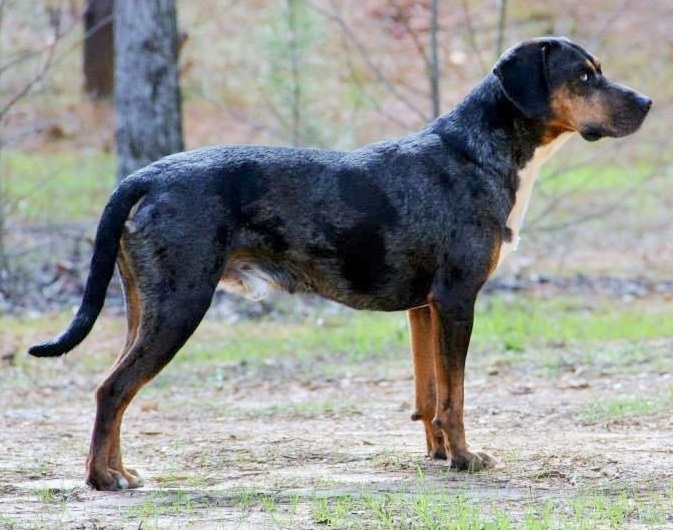
El perro leopardo Catahoula, una raza de cur reconocida

A lo largo del tiempo los curs han evolucionado dando lugar a diferentes razas:
- American Leopard Hound (Leopard Cur)
- Blackmouth Cur
- Blue Lacy
- Camus Cur
- Canadian Cur
- Catahoula Cur
- Florida/Cracker Cur
- Henderson Cur
- Kemmer Stock Cur
- Kemmer Stock Hybrid Squirrel Dog
- Mountain Cur
- Mountain View Cur
- Parnell's Carolina Cur
- Plott Cur (Plott hound)
- Southern Blackmouth Cur
- Stephens Cur
- Tennessee Treeing Brindle
- Treeing Cur